# کوئیتمن (جورجیا)
کوئیتمن، جورجیا (به انگلیسی: Quitman, Georgia) یک شهر در ایالات متحده آمریکا با جمعیت ۳٬۸۵۰ نفر است که در جورجیا واقع شده‌است.

## موقعیت جغرافیایی
موقعیت جغرافیایی شهرها و مناطق اطراف به شرح زیر است: